# Pictetia spinosa
Pictetia spinosa là một loài thực vật có hoa trong họ Đậu. Loài này được (A.Rich.) Beyra & Lavin miêu tả khoa học đầu tiên.